# Ambassador Cruise Line
Die Ambassador Cruise Line ist eine im Jahr 2021 gegründete britische Kreuzfahrt-Reederei mit Sitz in der südenglischen Grafschaft Essex.

## Unternehmensgeschichte
Das Unternehmen wurde während der COVID-19-Pandemie durch mehrere ehemalige Manager und Mitarbeiter des zuvor insolvent-gegangenen Kreuzfahrtveranstalters Cruise & Maritime Voyages gegründet und trat erstmals mit der Bekanntgabe des Kaufes der Ambience im Mai 2021 in Erscheinung. Der Plan bestand zu diesem Zeitpunkt darin dieses Schiff, das während der COVID-19-Pandemie bereits mehrfach den Eigner gewechselt hatte, ab 2022 vom Londoner Hafen Tilbury aus zu betreiben. Mit dem Beginn der Jungfernfahrt am 20. April 2022 nach Hamburg wurde dies erfolgreich umgesetzt. Drei Monate zuvor war bekannt geworden, dass die Ambassador Cruise Line mit der AIDAmira von AIDA Cruises ihr zweites Kreuzfahrtschiff gekauft hat. Das in Ambition umbenannte Schiff nahm im Mai 2023 den Betrieb auf.
Im Januar 2025 fusionierten das Unternehmen und die Compagnie Française de Croisières (CFC), welche die Renaissance betreibt, zur Ambassador Group. Die Einzelmarken bleiben jedoch erhalten, Ambassador vermarktet zusätzlich die Renaissance.

## Fahrtgebiete
Die Ambassador Cruise Line bietet ausschließlich Kreuzfahrten ab Großbritannien an, welche vor allem Norwegen als Ziel haben, aber auch Reisen in der Ostsee, der südlichen Nordsee, nach Portugal, den Kanaren und Marokko sowie im Mittelmeer, aber auch in Richtung Island, Grönland und der nordamerikanischen Ostküste. Die Reiselänge reicht dabei von nur drei Tagen bis hin zu mehreren dutzend. Ergänzt wird das Reiseangebot durch eine Weltreise, die in einzelne Etappen aufgeteilt ist.

## Aktuelle Flotte
| Bild | Schiff      | Vermessung | Indienststellung | Bauwerft                                 | Indienststellung bei der Ambassador Cruise Line | Registrierung | Anmerkungen |
| ---- | ----------- | ---------- | ---------------- | ---------------------------------------- | ----------------------------------------------- | ------------- | --- |
|      | Ambience    | 70.285 BRZ | 1991             | Fincantieri, Monfalcone                  | 2022                                            | Bahamas       | Von Sitmar Cruises beauftragt. Bis 2020 Einsatz im Carnival-Konzern.                                                                                 |
|      | Ambition    | 48.123 BRZ | 1999             | Chantiers de l’Atlantique, Saint-Nazaire | 2023                                            | Bahamas       | Als Mistral für Festival Cruises gebaut. Von 2013 bis 2019 als Costa neoRiviera für Costa Crociere. Von 2019 bis 2022 als AIDAmira für AIDA Cruises. |
|      | Renaissance | 55.575 BRZ | 1993             | Fincantieri, Monfalcone                  | 2025                                            | Bermuda       | |